# Manuel III Delly
Emmanuel III Delly, en árabe: عمانوئيل الثالث دلي, (Telkaif, 6 de octubre de 1927 - San Diego, 8 de abril de 2014) fue un religioso católico iraquí, patriarca emérito de Babilonia de los Caldeos y cardenal de la Iglesia romana. Conocido en su Iglesia con el título de Mar Manuel III.

## Biografía
Su nombre de pila es Emmanuel-Karim. Nace en la misma ciudad que el ministro Tariq Aziz dentro de la  archieparquía de Mosul de los caldeos.
Estudia en la Pontificia Universidad Urbaniana de Roma, doctorándose en Teología y su doctorado de Derecho canónico lo consigue en la Pontificia Universidad Lateranense.
Después de sus estudios en Roma, en 1960 volvió a Bagdad como secretario del Patriarca.
El 7 de diciembre de 1962, a los 35 años, fue nombrado Obispo titular de Paleópolis en Asia y auxiliar del Patriarcado de Babilonia de los caldeos. Fue ordenado obispo el 19 de abril de 1963.
El 6 de mayo de 1967 fue promovido a la Iglesia titular de Kaskar de los caldeos. También sirvió como auxiliar en Bagdad hasta su retiro el 24 de octubre de 2002.
Fue elegido Patriarca de Babilonia de los Caldeos el 3 de diciembre de 2003 por el Sínodo de Obispos de la Iglesia caldea que se celebró en la Ciudad del Vaticano. Sínodo muy marcado por la invasión de Irak de 2003 donde resultó herido en un ataque a la nunciatura de Bagdad. Tomó el nombre de Emmanuel III y Juan Pablo II le concedió la “ecclesiastica communio”. Creado cardenal en el Consistorio del 24 de noviembre de 2007 por Benedicto XVI.
Mar Manuel III comenzó un difícil patriarcado ante la situación de los cristianos en Irak tras la invasión y el exilio de muchos de ellos, siendo un objetivo de los islamistas con sus ataques a iglesias, por los asesinatos y secuestros de sacerdotes en especial del arzobispo Paulos Faraj Rahho el 12 de marzo de 2008.
Otro suceso destacable fue la acogida dentro de la Iglesia católica caldea a una comunidad de ortodoxos asirios, a mediados de mayo del 2008, encabezados por el obispo Mar Bawai Soro con seis sacerdotes, 30 diáconos y unos tres mil feligreses asirios en San José, California.
El 19 de diciembre de 2012 fue aceptada su renuncia al Patriarcado de Babilonia de los Caldeos.
Falleció casi dos años después en un hospital de San Diego, y fue enterrado en el cementerio del Santo Sepulcro en Southfield.